# Gare de Dinan
Pour l’article ayant un titre homophone, voir Gare de Dinant.
 (février 2025).

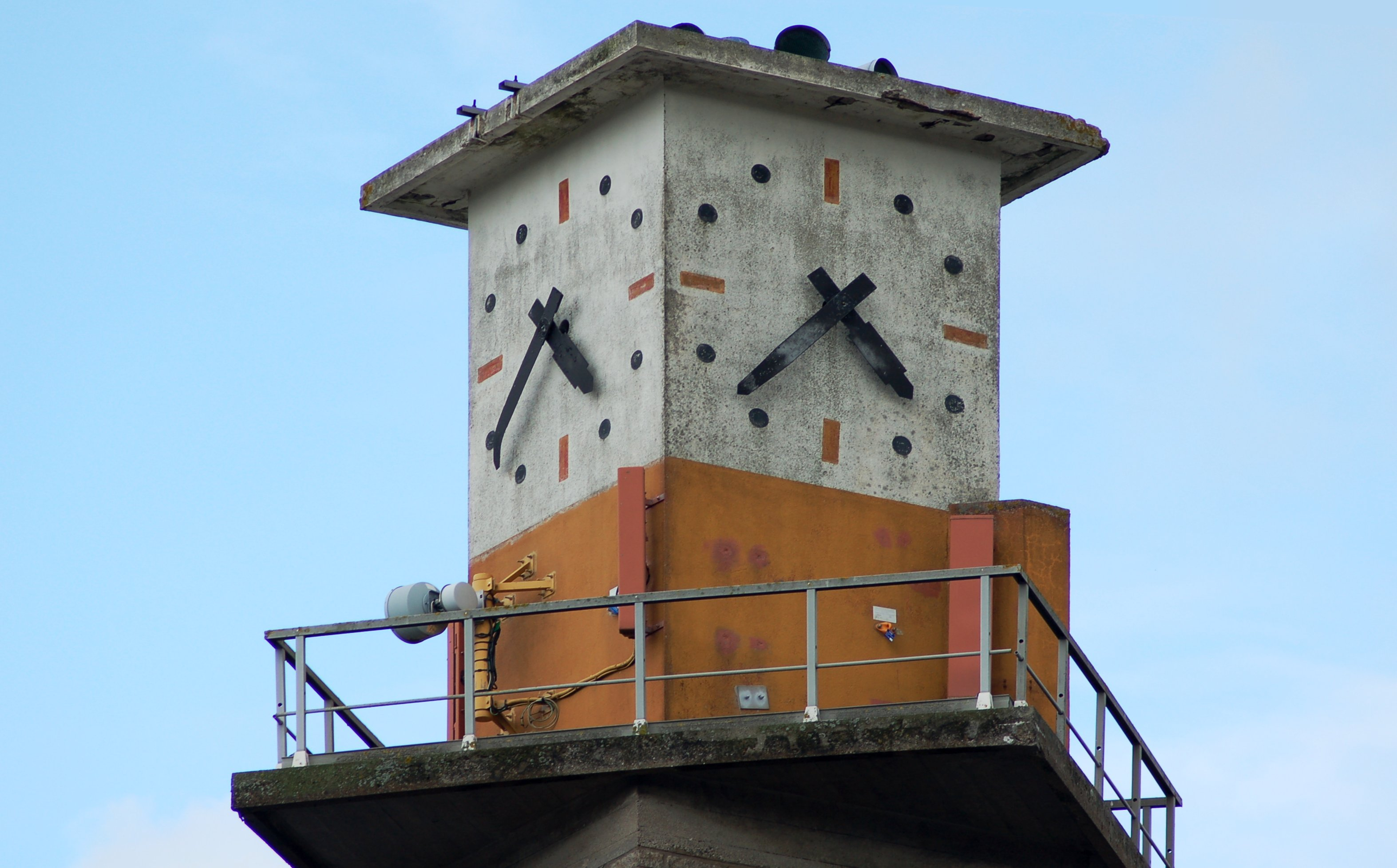
L'horloge au sommet du beffroi de la gare.

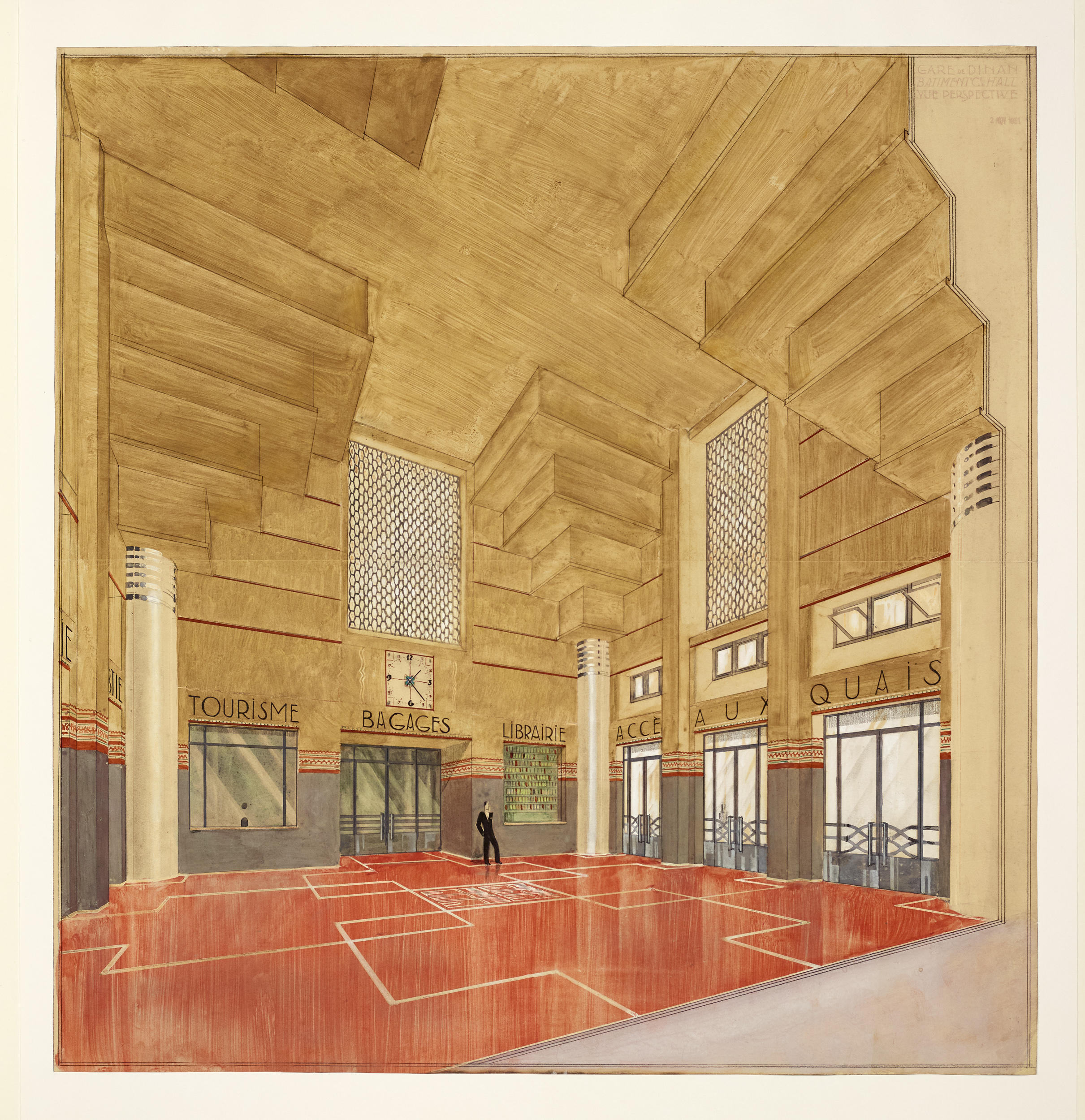
Vue intérieure du hall de la gare de Dinan décoré des mosaïques réalisée par l'atelier Odorico, ainsi que d’œuvres de Charles Lesacq.

La gare de Dinan est une gare ferroviaire française de la ligne de Lison à Lamballe, située sur le territoire de la commune de Dinan, dans le département des Côtes-d'Armor, en région Bretagne, ainsi qu'un musée du rail depuis 1991.
Elle est mise en service en 1879, par la Compagnie des chemins de fer de l'Ouest. C'est une gare de la Société nationale des chemins de fer français (SNCF), desservie par des trains TER Bretagne.

## Situation ferroviaire

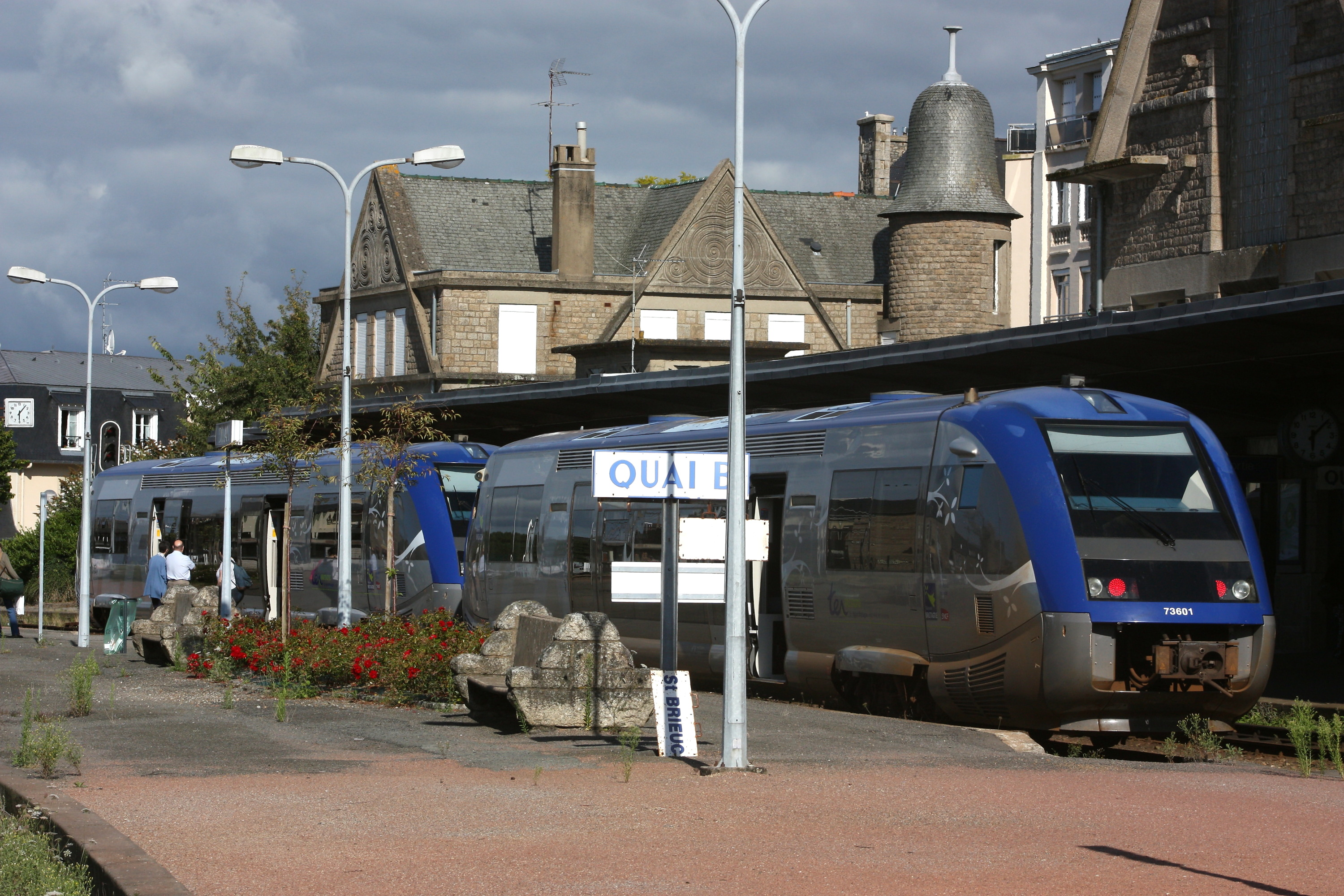
Deux autorails X 73500 en gare, au cours d'un aller-retour avec la gare de Dol-de-Bretagne.

Établie à 76 m d'altitude, la gare de Dinan est située au point kilométrique (PK) 165,940 de la ligne de Lison à Lamballe, entre les gares de La Hisse et de Corseul - Languenan. Elle était la gare d'origine de la ligne de Dinan à Dinard-Saint-Énogat et la gare terminale de la ligne de La Brohinière à Dinan. Ces deux lignes ont disparu au cours des années 1990.

## Histoire
La section à voie unique de la gare de Dol-de-Bretagne à la gare de Lamballe, sur laquelle se situe Dinan, est mise en service le 29 décembre 1879 par la Compagnie des chemins de fer de l'Ouest.
La gare actuelle date de 1931. Construite par l'architecte guingampais Georges-Robert Lefort, elle fait partie du programme de construction établi par Raoul Dautry, directeur général de l'administration des chemins de fer de l'État pour rénover plusieurs arrêts de la compagnie.
À l'intérieur, dans le hall, se trouvent deux mosaïques, représentant, pour l'une, la carte des chemins de fer de la région, et, pour l'autre, un plan de la ville de Dinan. Cet ensemble de mosaïques fait l’objet d’une inscription au titre des monuments historiques depuis le 21 novembre 1995.

## Fréquentation
De 2015 à 2023, selon les estimations de la SNCF, la fréquentation annuelle de la gare s'élève aux nombres indiqués dans le tableau ci-dessous.
| Année     | 2015   | 2016   | 2017   | 2018   | 2019   | 2020   | 2021   | 2022   | 2023   |
| --------- | ------ | ------ | ------ | ------ | ------ | ------ | ------ | ------ | ------ |
| Voyageurs | 84 903 | 81 345 | 83 213 | 67 398 | 72 293 | 37 277 | 63 610 | 92 068 | 90 785 |

## Service des voyageurs

### Accueil

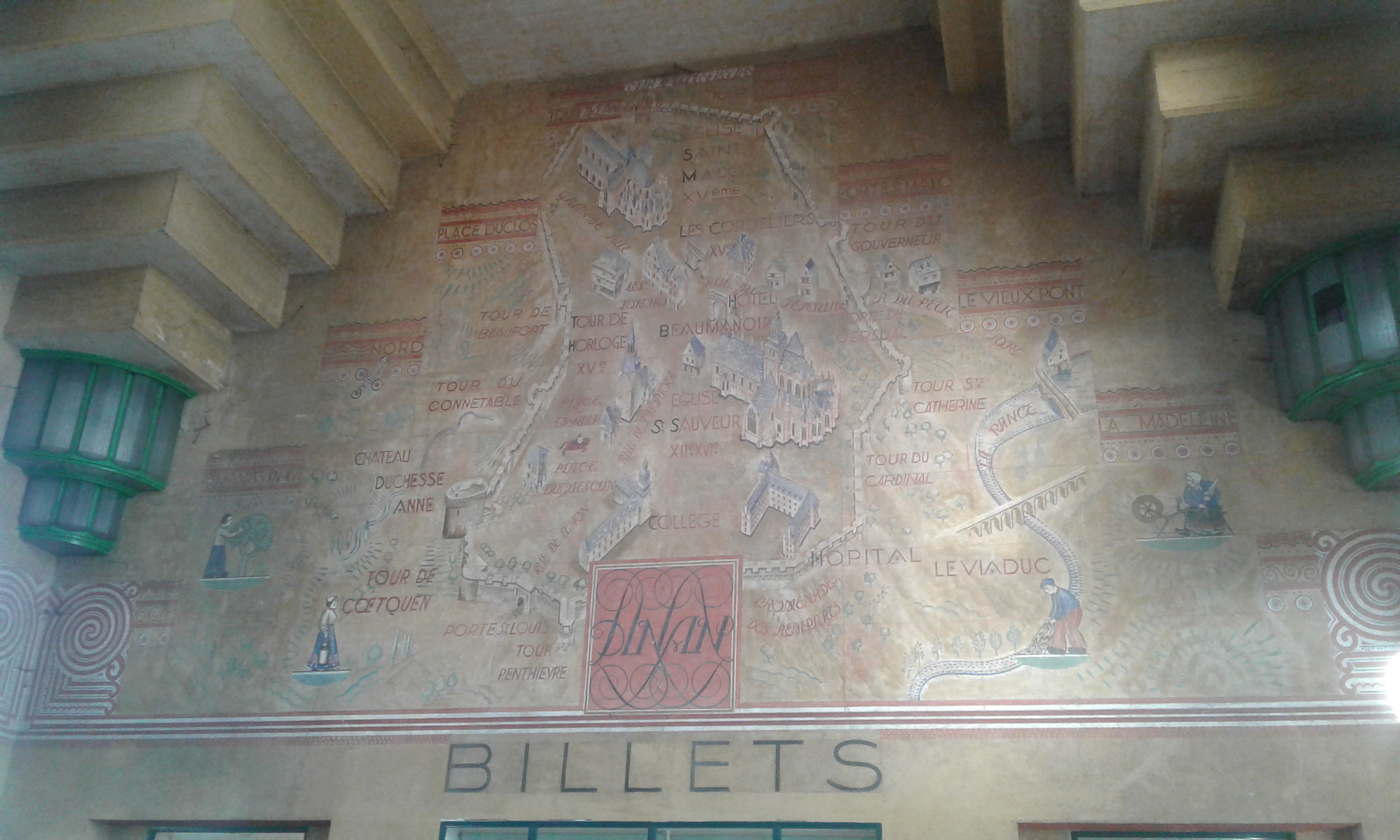
Fresque à l’intérieur du bâtiment voyageurs.

Gare SNCF, elle dispose d'un bâtiment voyageurs avec guichets ouverts tous les jours. Elle est équipée de distributeurs automatiques de titres de transport TER.

### Desserte

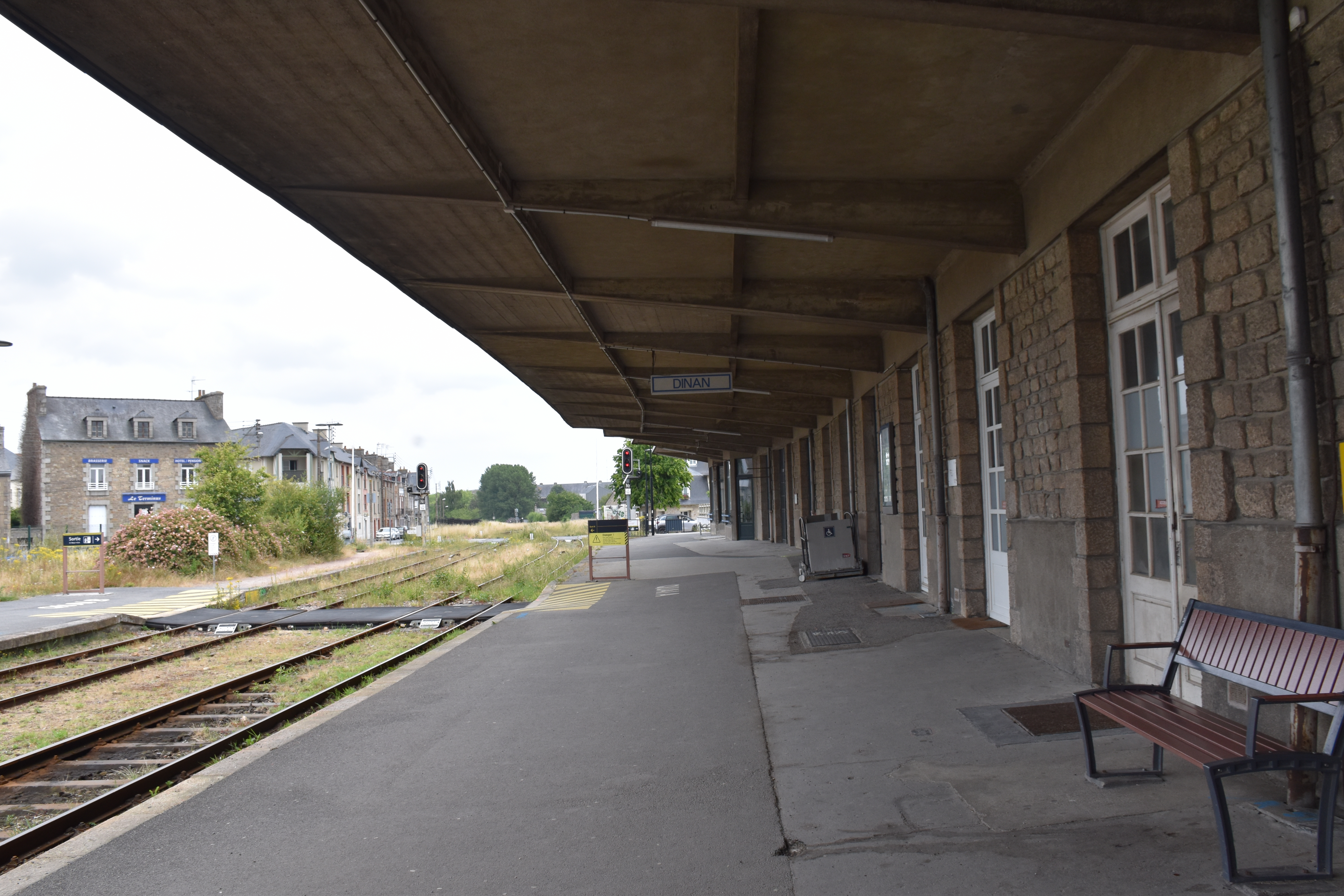
La gare de Dinan côté quai.

Dinan est desservie par des trains TER Bretagne ayant leur terminus ou leur origine dans cette gare. Ces trains sont en provenance ou à destination de Dol-de-Bretagne d'un côté (ligne TER no 17), et de Saint-Brieuc de l'autre (ligne TER no 24).
La gare a été desservie par un train express direct depuis Paris jusqu'au 27 septembre 1986, date à laquelle la SNCF a supprimé ce train qui était à destination de Dinard.

### Intermodalité
Un parking pour les véhicules est aménagé.
La gare est desservie par deux réseaux routiers distincts :
- Les lignes nos 1, 2 et 3 des bus urbains de Dinan (Dinamo !) ;

- Les cars du réseau régional BreizhGo :
  - ligne no 507 ex-Illenoo, circulant entre Rennes et Dinard
  - ligne no 10 ex-Ti'Bus, circulant entre Saint-Malo et Dinan ;
  - ligne no 11 ex-Ti'Bus, circulant entre Dinan et Taden ;
  - ligne no 17 ex-Ti'Bus, circulant entre Dinan et Montauban-de-Bretagne ;
  - ligne no 19 ex-Ti'Bus, circulant entre Dinan et Saint-Brieuc.

## Divers

### Musée
Installé dans les locaux de la gare depuis son ouverture en 1991, le musée du rail est géré par l'association des Amis du Rail Dinannais. Il présente l'histoire du chemin de fer régional et des pièces réunies par les collectionneurs de l'association: maquettes, costumes, affiches, poste d'aiguillage, modèles réduits de trains et une très belle et très grande maquette au 1/43e avec plusieurs trains en circulation dans un grand paysage dinannais, dont la décoration est riche en détails.

### Cinéma
La gare apparait aux 17e et 47e minutes du film L'Heure zéro de Pascal Thomas, sorti en 2007.